# Peragrarchis
Peragrarchis is een geslacht van vlinders van de familie Carposinidae, uit de onderfamilie Millieriinae.

## Soorten
- P. emmilta Diakonoff, 1989
- P. minima Bradley, 1962
- P. pelograpta (Meyrick, 1929)
- P. rodea (Diakonoff, 1950)
- P. syncolleta (Meyrick, 1928)